# Arsenal (Venedig)

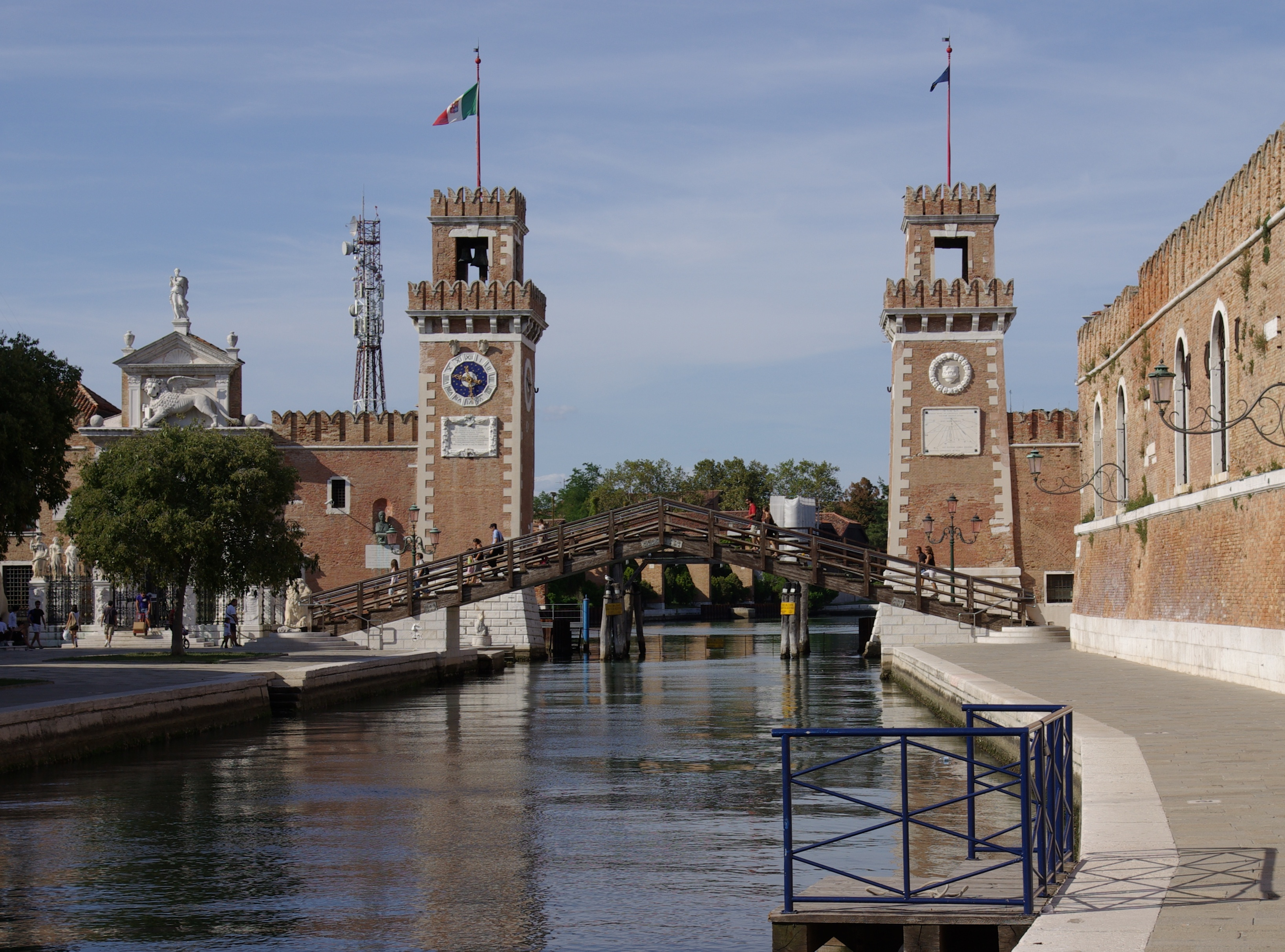
Das Tor Ingresso all'Acqua des Arsenals

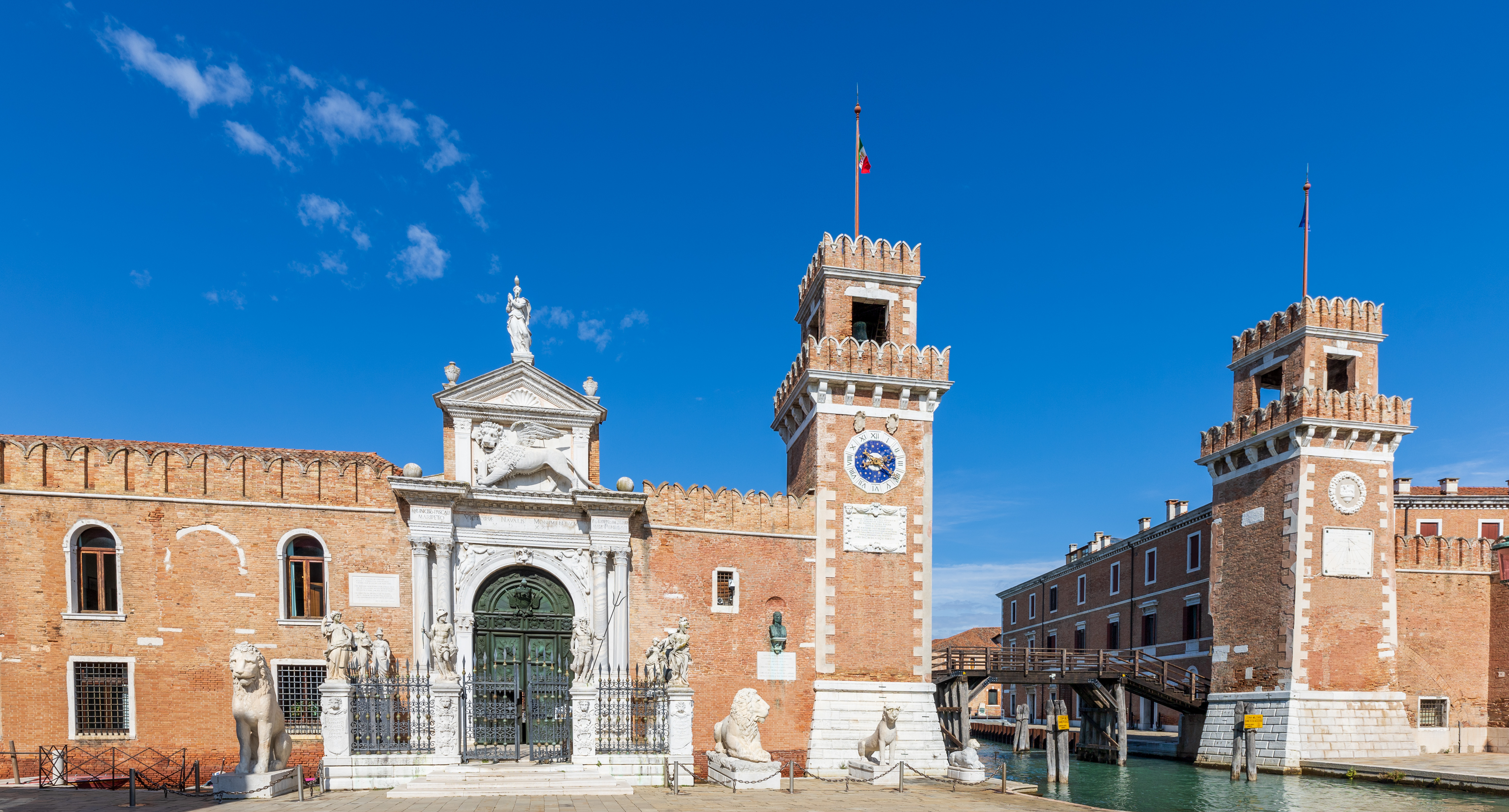
Portal Ingresso di terra

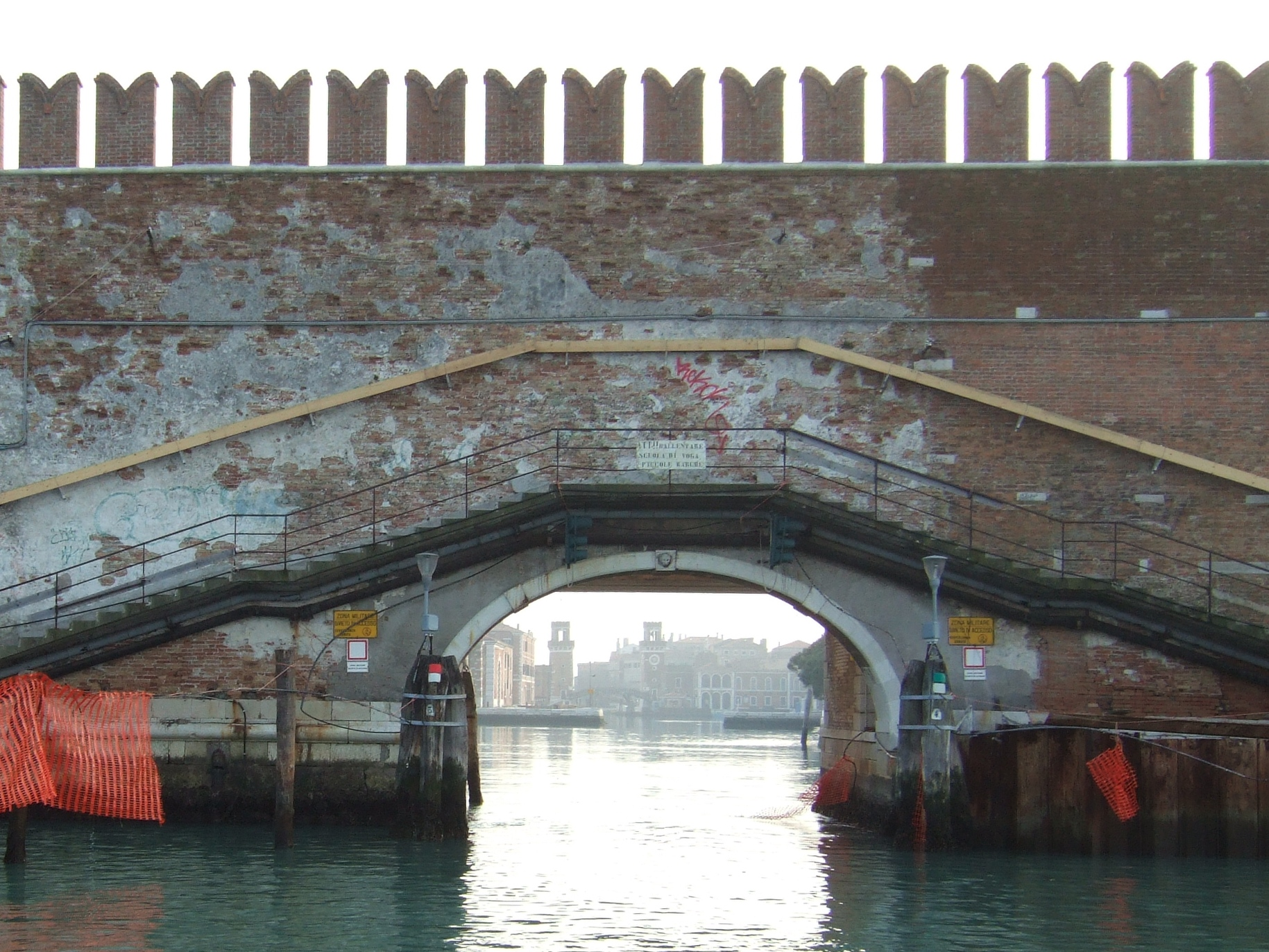
Nord-Eingang und Canale delle Galeazze

Arsenal ist der Name der Schiffswerft, des Zeughauses und der Flottenbasis der ehemaligen Republik Venedig. Die Bezeichnung Arsenal stammt vom arabischen Wort dār aṣ-ṣinā‘ah für „Arbeitsstätte“.

## Geschichte

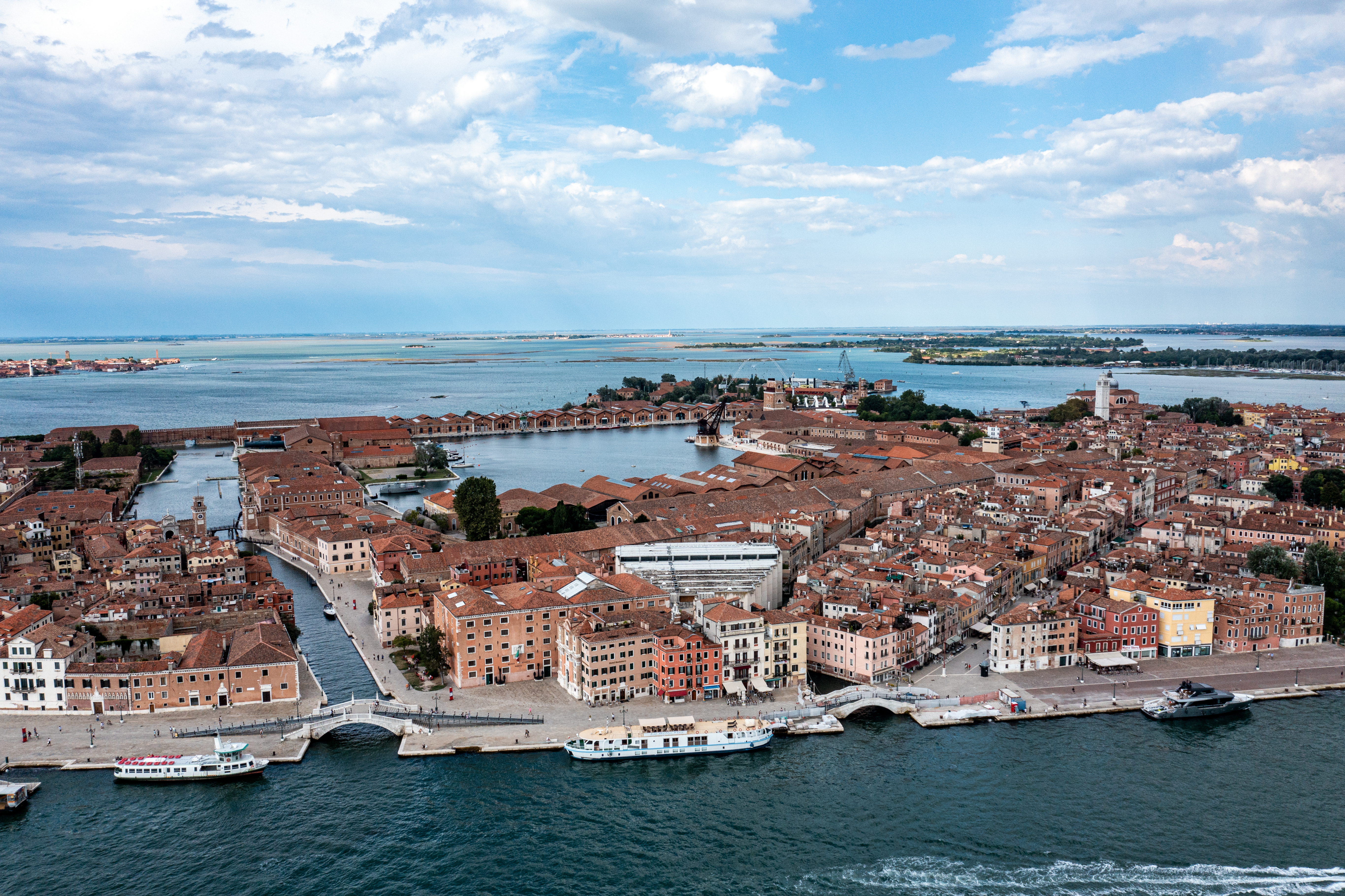
Blick über die ehem. Schiffswerft (Arsenal), Aug. 2021

Der Bau des Arsenals wurde unter dem Dogen Ordelaffo Falier ab 1104 begonnen. Das Grundstück bestand aus zwei sumpfigen Inseln im Stadtteil Castello. Diese Werft, die als größter Produktionsbetrieb Europas vor dem Zeitalter der Industrialisierung betrachtet werden kann (s. Wirtschaftsgeschichte der Republik Venedig), wurde zum Vorbild für andere Marinearsenale in Europa. Das Gebiet umfasst heute 32 Hektar.
Quale nell’arzana de’ Viniziani
bolle l’inverno la tenace pece
a rimpalmare i legni lor non sani
chè navigar non ponno; – in quella vece
chi fa suo legno novo e chi ristoppa
le coste a quel che più viaggi fece.
Gleich wie man in Venedigs Arsenal
Das Pech im Winter sieht aufsiedend wogen,
Womit das lecke Schiff, das manches Mal
Bereits bei Sturmgetos das Meer durchzogen,
Kalfatert wird – da stopft nun der in Eil’
Mit Werg die Löcher aus am Seitenbogen.
So beschrieb Dante Alighieri (1265–1321) in der Göttlichen Komödie (Inferno, XXI. Gesang, 7.–12. Vers) die emsige Geschäftigkeit im Arsenal von Venedig.
Im Zuge des Aufstiegs Venedigs zur europäischen Seemacht wurde das Arsenal mehrmals erweitert: im Jahre 1325 durch das Arsenale nuovo, 1475 durch das Arsenale nuovissimo. 1539 wurde das Becken für die Galeassen fertiggestellt, die bis zu 1.000 Bruttoregistertonnen und eine Besatzung von 400 Mann hatten.
Das Arsenal enthielt neben den Schiffsbecken, den Schreinereien, den Kalfateranlagen und einer langen Seilhalle, in der die Schiffstaue gedreht wurden, auch Erz- und Gießhütten sowie Pulverlager und das Waffendepot, was eine strenge Überwachung der Belegschaft durch die venezianische Sicherheitspolizei nötig machte.
Das Arsenal arbeitete außerordentlich effizient. Bereits Im 14. Jahrhundert erfolgte die Produktion der Galeeren in streng rationalisierten Arbeitsabläufen. Jedes Handelsschiff war so konstruiert, dass es in kürzester Zeit zu einem Kriegsschiff umgebaut werden konnte.
Die Bestandteile für die Galeeren waren genormt, wurden vorgefertigt und im Depot gelagert, so dass in kürzester Zeit 25 Schiffe einsatzfertig gemacht werden konnten. Für die Seeschlacht von Lepanto im Krieg gegen die Türken wurden im Arsenal im Jahre 1570 innerhalb von zwei Wochen 100 Galeeren gebaut.
Diese Effizienz war nur durch eine straffe Organisation möglich. Oberste Leiter des Arsenals (Capi supremi, Provveditori, auch Patroni dell´ Arsenale genannt) waren stets für eine befristete Zeit gewählte Mitglieder des Großen Rates. Sie wohnten in drei palazetti, die Paradiso, Purgatorio (Fegefeuer) und Inferno (Hölle) hießen. Es gab eine Vielzahl von Handwerkern wie Schiffszimmerleute, Pecher (Kalfaterer), Mastenkonstrukteure, Segelmacher, Schmiede, Gießereiarbeiter sowie für das Schießpulver und die Bewaffnung. Die Arbeiter waren in Zünften (arti) organisiert und arbeiteten gewöhnlich in Gruppen unter Meistern (Proti) als eine Art Subunternehmer. Sie waren sehr angesehen, wurden gut entlohnt und genossen eine Reihe von Privilegien, um ein eventuelles Abwandern zur Konkurrenz zu verhindern. Auch wurde den Arbeitern Wohnraum zur Verfügung gestellt und zwar in der sogenannten Marinaressa, einem Gebäudekomplex, der zwischen der Via Garibaldi und der Riva dei Sette Martiri liegt.
Das Holz zum Bau der Schiffe kam entweder aus Istrien oder dem Cadore.

## Portale
Das Arsenal war von Mauern und Türmen umgeben wie eine Festung, zu der es bis zum Jahr 1806 nur zwei Eingänge gab.

### WassertorIngresso all'Acqua
Es wird von zwei im Jahre 1574 errichteten Türmen flankiert und konnte durch ein Fallgitter abgeschlossen werden. Durch dieses Tor wurde der Schiffsverkehr über den bacino ins Mittelmeer abgewickelt.

### PortaltorIngresso di Terra
Das Eingangstor befindet sich neben dem Wassertor. Es wurde in seiner heutigen Form 1460, auf Betreiben des Dogen Pasquale Malipiero, in der Art eines Triumphtors erbaut, um zu zeigen, dass von diesem Orte Ruhm und Reichtum Venedigs ausgehen. Es ist das erste Beispiel des Renaissancestils in der Lagune. Das Portal wird von einem Giebel mit dem Relief eines schreitenden Löwen bekrönt, der das Buch geschlossen – wegen der kriegerischen Funktion des Baus – und ohne die sonst übliche Inschrift pax tibi in den Tatzen hält. Auf der Spitze des Tors befindet sich eine Figur der Gerechtigkeit. Die Inschrift auf dem Tor erinnert an die Seeschlacht von Lepanto, die vornehmlich durch die venezianische Flotte gewonnen worden war. Die Eingangstreppe wird flankiert von acht allegorischen Figuren. Die beiden riesigen antiken Löwen rechts und links der Treppe sind Beutestücke, die der Feldherr Otto Wilhelm von Königsmarck unter dem 108. Dogen Francesco Morosini im Jahre 1687 aus Griechenland nach Venedig brachte. Der linke, drei Meter hohe Löwe befand sich seit zweitausend Jahren nahe Athen in Porto Leone (Piräus).

### Porta Nuova

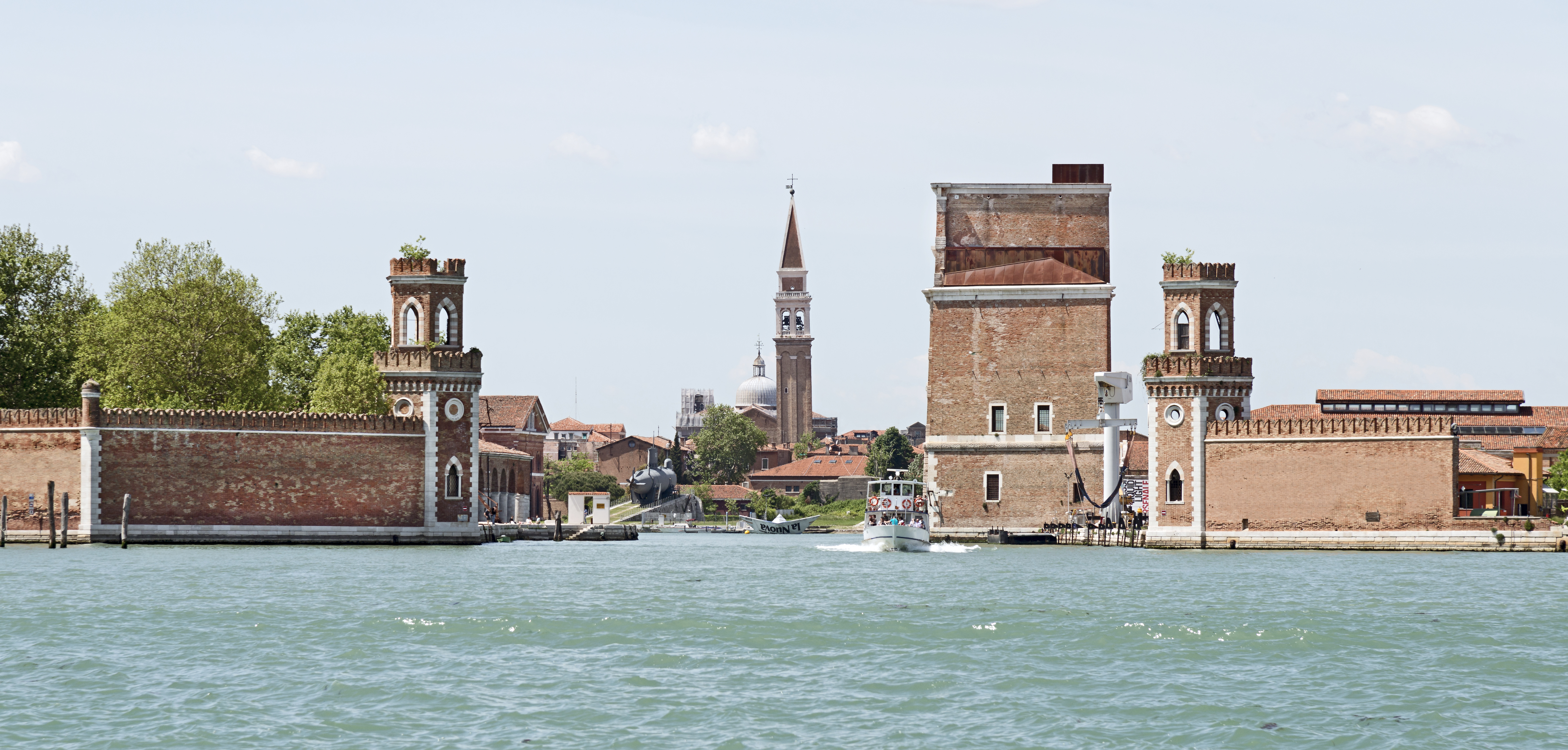
Porta Nuova zur Lagune, r. die Torre di Porta Nuova

Unter Napoleon wurde das Arsenal ab 1806 zu einer modernen Schiffswerft umgebaut, das für größere Kriegsschiffe als in der Zeit der Republik ausgelegt war. Für diese Schiffe mit bis zu 80 Kanonen (siehe Tonnant- und Téméraire-Klasse), die nicht mehr in der Halle, sondern auf einer offenen Werft gebaut wurden, ließ Napoleon 12 gedeckte Werkstätten abreißen sowie einen neuen direkten Zugang durch die Umfassungsmauer schlagen, von der das Arsenal von der Laguna aus zugänglich gemacht wurde. Neben dieser Porta Nuova, dem neuen Wassertor, wurde ein Turm, die Torre di Porta nuova errichtet.
Der Turm diente den Kränen, die die Masten der Schiffe installierten oder entfernten, als Basis.

## Kunstwerke
Im Arsenal befinden sich die Marmordenkmäler von General Otto Wilhelm von Königsmarck (von 1688) sowie von Feldmarschall Johann Matthias von der Schulenburg (von 1747).
Heute befindet sich im Arsenal die Führungsakademie der italienischen Marine (Istituto di Studi Militari Marittimi) und ein Marinemuseum (Museo storico navale). Während der Kunst- und Architekturbiennale werden Räume auch für Ausstellungszwecke genutzt.

## Rezeption
Das Venediger Arsenal diente dem dänischen Architekten Theophil von Hansen als Vorbild für den Bau des k.k. Hofwaffenmuseums (heute: Heeresgeschichtliches Museum) im Wiener Arsenal.